# Jean Pierre Pury
Jean Pierre oder Hans Peter Pury (* 1675 in Neuenburg; † 17. August 1736 in Purrysburg, South Carolina) war ein Schweizer Geograph, Kolonialist und Entdecker. Bekannt wurde er durch seine Klimatheorie.

## Leben
Hans Peter Pury wurde in eine patrizische, calvinistische Handwerkerfamilie geboren, seine Eltern Heinrich und Marie starben früh, er heiratete 1695 und hatte acht Kinder mit der Pastorentochter Lucrèce Chaillet, darunter den im Waisenhaus aufwachsenden David de Pury. Als Weinhändler war er nicht erfolgreich. Nach einem Konkurs ging er 1713/14 von Amsterdam über Südafrika als Korporal in das holländische Batavia im Auftrag der Niederländischen Ostindien-Kompanie. Dort arbeitete er erst als Lektor für die französische Sprache. Seine kommerzielle Region sollte die nach Pieter Nuyts benannte südliche Region (Neuholland) sein.
Er entwickelte eine Theorie der Klimageographie, um die perfekten Orte einer Kolonisierung zu bestimmen, die er 1718 als Mémoire sur le Pays des Cafres et la Terre de Nuyts, par rapport à l’utilité que la Compagnie des Indes Orientales en pourroit retirer pour son commerce publizierte. Pury unterschied zwölf Klimazonen zwischen den Polen und dem Äquator, von denen die fünfte um den 33. Breitengrad wegen der Fruchtbarkeit für die Siedlungskolonisation ideal sei. Er orientierte sich am Weinbau und wollte auch Sklaven einsetzen, die vom Zivilisationskontakt profitieren würden. Von den batavischen Beamten, die eher am Handel Interesse hatten, erhielt er aber keine Förderung, so dass er 1719 das Land verließ.
Vom britischen Botschafter in Paris 1724–30 Horace Walpole erhielt er weitere Unterstützung, um das Projekt in der nördlichen Erdhälfte in Süd-Carolina anzufangen. Etwa hundert Personen aus Neuchâtel sollten dorthin auswandern, doch scheiterte die Finanzierung. Der neue Gouverneur, Robert Johnson, eröffnete 1730 die Chance auf neue Verhandlungen. 600 Auswanderer sollten in sechs Jahren kommen, 12 000 acres Boden steuerfrei zur Verfügung stehen. Pury ging 1731 nach Süd-Carolina und wählte den Platz zur Gründung von Purrysburg. Gleichzeitig begann seine Werbung Description abrégée de la Caroline, um Siedler zu gewinnen. 1732 kamen die ersten in die neu gegründete Kolonie, insgesamt ca. 400 Personen. Dort reichten aber die ersten Ernten nicht aus. 1736 starb der Gründer an der Malaria. Viele Familien wanderten weiter, der Ort bestand nicht dauerhaft.

## Schriften
- Mémoire sur le pais des Cafres et la terre des Nuyts : Par rapport à l’utilité que la Compagnie des Indes orientales pourroit en retirer pour son commerce, Pierre Humbert, Amsterdam, 1718.
- Second mémoire sur le pais des Cafres et la terre des Nuyts : Servant d’éclaircissement aux propositions faites dans le premier, pour l’utilité de la Compagnie des Indes orientales, Pierre Humbert, Amsterdam, 1718.
- Mémoire présenté à Sa Gr. Mylord Duc de Newcastle ... sur l’état présent de la Caroline et sur les moyens de l’améliorer, London, G. Bowyer, 1724. Memorial
- Spéculation sur les changes étrangers, pour la commodité des banquiers et autres négocians, contentant le juste rapport avec les principales place d’Europe, Paris, Knapen, 1726.
- Description abrégée de l’état présent de la Caroline Méridionale, Neuchâtel, 1732.

## Einzelbelege
1. ↑  Rowland, Moore: Purrysburg. In: The History of Beaufort County, South Carolina. 1996, abgerufen am 1. April 2020 (englisch).

| Personendaten    | Personendaten                    |
| ---------------- | -------------------------------- |
| NAME             | Pury, Jean Pierre                |
| ALTERNATIVNAMEN  | Puri, Hans Peter                 |
| KURZBESCHREIBUNG | Koloniegründer in South Carolina |
| GEBURTSDATUM     | 1675                             |
| GEBURTSORT       | Neuenburg NE                     |
| STERBEDATUM      | 17. August 1736                  |
| STERBEORT        | Purrysburg                       |